# Phylica incurvata
Phylica incurvata är en brakvedsväxtart som beskrevs av Neville Stuart Pillans. Phylica incurvata ingår i släktet Phylica och familjen brakvedsväxter. Inga underarter finns listade i Catalogue of Life.